# Robert Garcet
Robert Garcet (Ghlin (Henegouwen), 12 april 1912 – 26 december 2001) was een Belgisch kunstenaar, mysticus en pacifist.
In 1930 vestigde hij zich in Eben-Emael. Van beroep was hij steenhouwer, zijn favoriete materiaal was vuursteen (silex). Hij was werkzaam in een vuursteenwerkplaats waar er vuursteen gekapt werd voor de productie van de binnenzijde van maaltrommels in de keramische industrie.
Hij is de ontwerper en eigenhandige bouwer van de, na meer dan 15 jaar werk, in 1965 voltooide Toren van Eben-Ezer en de oprichter van het daarin gevestigde Silex Museum.
Als kunstenaar was hij autodidact, zijn werk wordt gerekend tot de art brut (outsider art).
Hij schreef boeken over vele onderwerpen, zoals geologie, mystiek en de bijbel.

## Publicaties
- Robert Garcet: Eben-Ezer en er was eens..., uitg. Rosbeek, Nuth, 1997